# Lokomotivy 4-4-0 American
4-4-0 American je typ amerických parních lokomotiv s pojezdem typu 2'B (American je v USA používáno jako typové jméno všech lokomotiv s tímto členěním podvozku). Lokomotivy tohoto typu byly nejvíce používanými v celé Severní Americe v druhé polovině 19. století. Pro lokomotivy vytápěné dřevem byl charakteristický velký trychtýřovitý komín. Vpředu měla nepřehlédnutelný cow catcher (chytač krav), proti volně pobíhající zvěři. Poháněl ji dvojčitý parní stroj s rozvodem typu Stephenson.
Lokomotiva tohoto typu se proslavila ve filmu Frigo na mašině s Busterem Keatonem v hlavní roli.

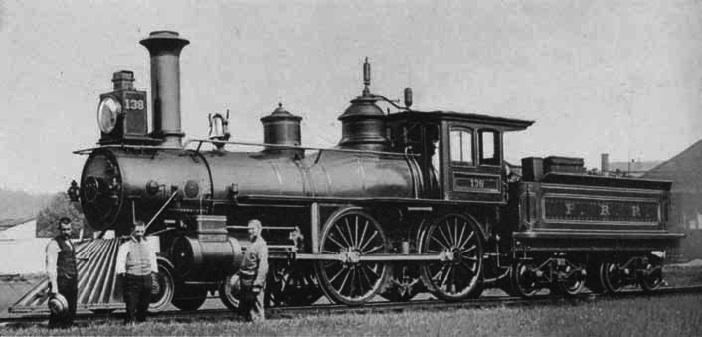
Lokomotiva typu 4-4-0 novější konstrukce z roku 1882
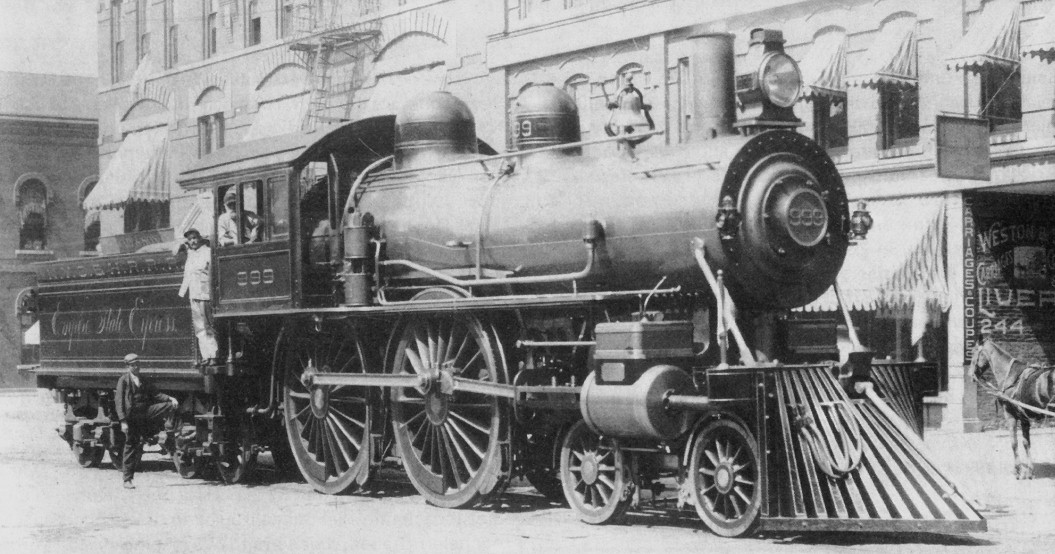
Rekordní American z roku 1893
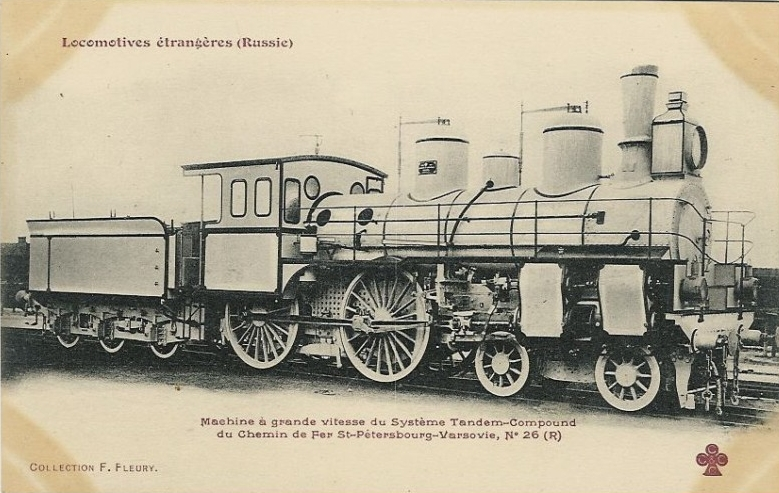
Ruská 4-4-0 z roku 1900
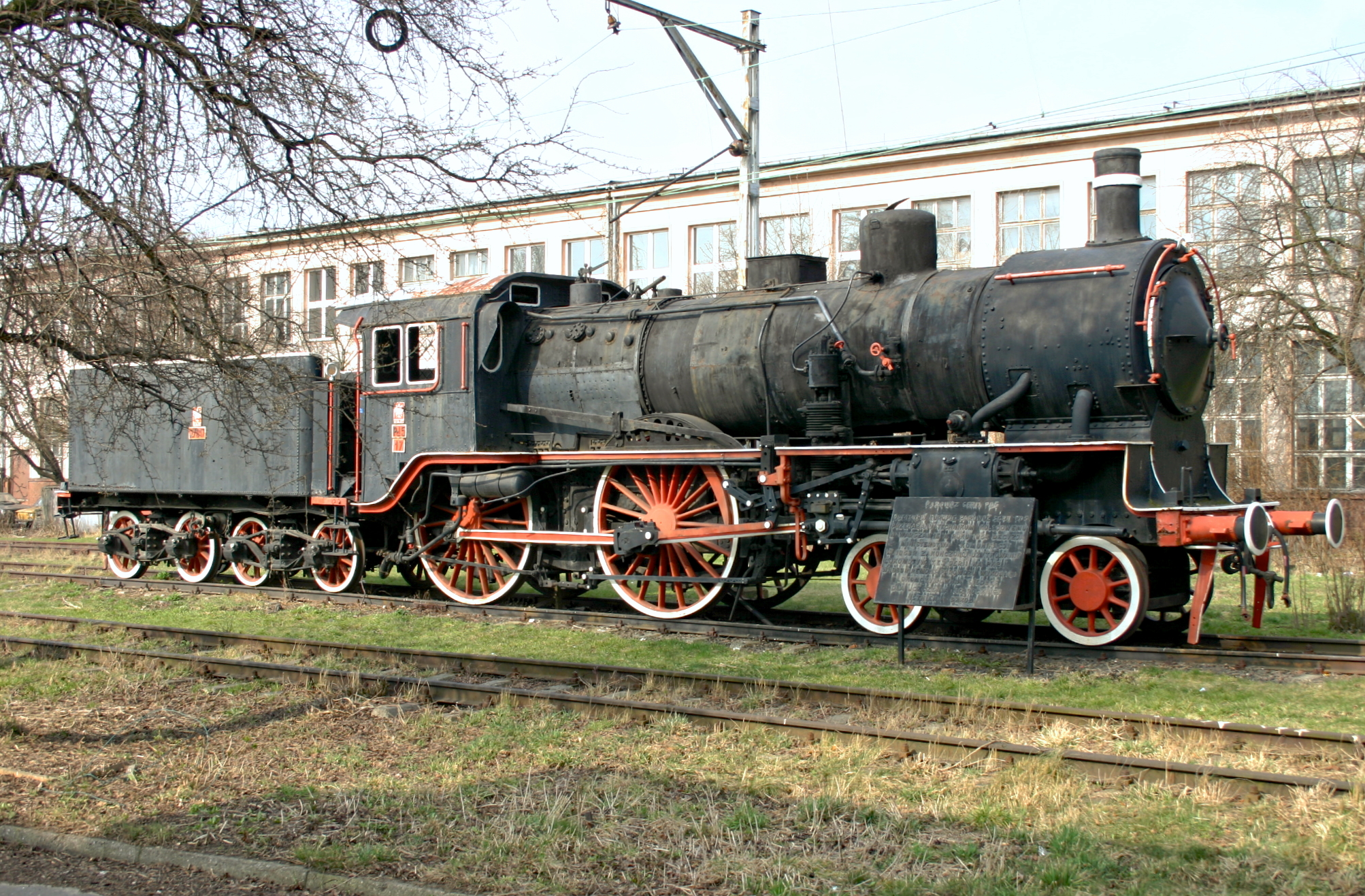
Pruský American z roku 1912

| typ                 | rok výroby |
| 4-4-0 American      | 1848       |
| 2-6-0 Mogul         | 1850       |
| 4-6-0 Ten-wheeler   | 1860       |
| 2-8-0 Consolidation | 1870       |
| 2-10-0 Decapod      | 1890       |
| 4-4-2 Atlantic      | 1896       |
| 2-6-2 Prairie       | 1896       |
| 2-8-2 Mikado        | 1900       |
| 4-6-2 Pacific       | 1902       |
| 0-6-0 Switcher      | 1902       |
| 2-6-6-2 Articulated | 1906       |
| 4-8-2 Mountain      | 1910       |
| 2-8-4 Berkshire     | 1925       |
| 2-10-4 Texas        | 1925       |
| 4-6-4 Hudson        | 1927       |
| 4-8-4 Northern      | 1927       |
| 4-6-6-4 Challenger  | 1936       |